# Соборная мечеть Орехово-Зуево
Соборная мечеть Орехово-Зуево — мечеть мусульманской общины г. Орехово-Зуево Московской области.

## История
Мусульманская община современного г. Орехово-Зуево сформировалась не позднее XIX века. Тогда ее ядром были местные татары, проживавшие в двух поселках, из которых и сложился город. В первой половине XX века прибыло большое количество новых переселенцев из Поволжья. Долгое время община существовала на основе семейных и соседских связей татар из Нижегородской обл., сел Бол. и Мал. Рыбушкино, Красный Остров, Сафаджай (Красная Горка), Петряксы, Мочалей, Медяна, Чембилей.
Зарегистрированная сегодня Местная религиозная организация мусульман  г. Орехово-Зуево относится к ЦРО Духовное управление мусульман Московской области (в составе ЦРО Духовное управление мусульман Российской Федерации).
Мечеть была спроектирована по образцу мечети «Марджани» в г. Казани. Архитекторы здания: Саратовский, Ковалёв.
Эта мечеть была построена за 3 года на средства местных мусульман и открыта в 2001 году.
Комплекс имеет мужской и женский залы (с отдельными входами), место для омовения, трапезный зал.
Рядом с мечетью также располагается здание культурного центра.
В 2017 году в общине этой мечети была проведена первая Межрегиональная научная конференция «Ислам в Московском регионе», которая стала ежегодной.